# Besana
Besana je stará jednotka plochy používaná na Kubě. 1 besana = 2188 m² případně 2589 m².